# کانتون اوری
کانتون آوری یکی از کانتون‌های سوئیس است.